# Cuộc nổi dậy Lê Duy Lương
Cuộc nổi dậy Lê Duy Lương (khởi phát: 1832, kết thúc: 1837 hoặc 1838) là cuộc nổi dậy của đa số người Mường ở Hòa Bình và Thanh Hóa dưới sự lãnh đạo của con cháu nhà Lê, của các tù trưởng họ Quách và họ Đinh với danh nghĩa "phù Lê" trong lịch sử Việt Nam.

## Bối cảnh sơ lược
Mặc dù các vua đầu triều Nguyễn có nhiều cố gắng, nhưng các mặt nông, công, thương đều suy đốn và đình trệ, làm cho các tầng lớp nhân dân mà đại bộ phận là dân lao động nghèo lâm vào cảnh sống ngày càng cơ cực.
Chẳng những nhà Nguyễn không cải thiện được tình tình mà trái lại, ngày càng thêm rối ren. Nạn chiếm đoạt và tập trung ruộng đất của giới địa chủ, nạn những nhiễu của giới quan lại, chế độ thu tô thuế và lao dịch khắc nghiệt, thêm vào đó là nạn thiên tai và ôn dịch xảy ra luôn...tất cả đã làm cho mâu thuẫn xã hội ngày càng gay gắt, càng làm bùng lên làn sóng đấu tranh quyết liệt của các tầng lớp nhân dân nghèo đói ở khắp mọi miền đất nước chống lại chế độ cai trị của nhà Nguyễn.
Căn cứ sử biên niên của triều Nguyễn, thì chỉ tính trong nửa đầu thế kỷ 19 đã có gần 400 cuộc nổi dậy, trong đó riêng thời Minh Mạng có tới 254 cuộc, lớn nhất là các cuộc nổi dậy của: Phan Bá Vành (1821-1827), Lê Văn Khôi (1833-1836), Nông Văn Vân (1833-1836) và Lê Duy Lương (1832-1838).

## Nguyên nhân
Giữa năm Nhâm Tuất (1802) vua Gia Long chiếm xong Bắc Hà. Để ngăn ngừa những ý đồ "phù Lê", nhà vua cho thi hành chính sách mua chuộc con cháu nhà Lê. Trong số đó, có Lê Duy Hoán là cháu vua Lê Hiển Tông, được phong tước Diên Tự công cùng một vạn mẫu đất ruộng và 1.016 dân ở Thanh Hóa để dùng vào việc thờ tự các vua Lê.
Theo quyển Quốc triều sử toát yếu, thì tháng 5 năm Đinh Sửu (1817), Lê Duy Hoán và Nguyễn Văn Thuyên (con tướng Nguyễn Văn Thành) có tội phải giết.
Theo giáo sư Nguyễn Phan Quang thì âm mưu chống lại nhà Nguyễn của con cháu nhà Hậu Lê đã có mầm mống từ đó (1817).
Đến khi Minh Mạng nối ngôi, nhà vua lần lượt ban hành một số chính sách nhằm thâu tóm mọi quyền hành một cách độc đoán. Trong đó có một chính sách đã làm nên hai cuộc nổi dậy rộng lớn, đó là cuộc nổi dậy của Nông Văn Vân và cuộc nổi dậy này. Theo sử liệu thì:
Tháng 12 năm Mậu Tý (1828), vua Minh Mạng cho đặt chế độ "lưu quan", tức cử quan lại người Kinh đến ở cạnh các thổ ti, nhằm trực tiếp khống chế họ và tiến hành thu thuế các loại như miền xuôi. Sau đó (1829), nhà vua còn cho bỏ lệ thế tập (cha truyền con nối) của các thổ ti vùng dân tộc ít người, phân chia các đất ấy thành châu, huyện lớn nhỏ tùy theo diện tích và dân số.
Ở các triều đại trước, các thổ ti (hay lang đạo) được hưởng nhiều ưu đãi, thỉnh thoảng họ mới phải triều cống nhà vua mà thôi. Khi ấy tại Hòa Bình, có họ Đinh và họ Quách là hai trong số những họ lang đạo lớn, vốn từng được các vua Lê trọng đãi nên âm thầm tính chuyện khôi phục lại nhà Lê, để địa vị và quyền lợi của họ vẫn được như cũ.
Vì hàm ơn xưa, và cũng vì mưu tính lật đổ chế độ đương thời, nên khi Lê Duy Hoán bị bắt giam, đứa con nhỏ (3 tuổi) thứ hai của ông là Lê Duy Lương, liền được các thủ hạ là anh em họ Quách (Quách Tất Công, Quách Tất Tại, Quách Tất Tế,...) đem về cất giấu ở Sơn Âm (Hòa Bình).
Vừa lớn lên, anh em họ Quách đưa Lê Duy Lương vào ở Thạch Bi (Hòa Bình) âm thầm khai khẩn ruộng, rèn vũ khí, vận động binh lính và nhân dân, chuẩn bị làm cuộc nổi dậy đánh đổ nhà Nguyễn, lập lại nhà Lê.

## Diễn biến
Cuộc nổi dậy Lê Duy Lương gồm hai giai đoạn:

### Giai đoạn 1 (1832-1833)
Trải qua một thời gian dài chuẩn bị, mở đầu là cuộc binh biến ở đồn Ninh Thiện (thuộc Nghệ An) vào tháng 2 năm Nhâm Thìn (1832). Khoảng thời gian ấy, ở phủ Trấn Ninh có hai viên chỉ huy là Trần Tứ và Đỗ Bảo cũng theo tờ thư của Lê Duy Lương, hô hào quân các đội giết chết chánh đội Đỗ Trọng Thai và 8 người lính, đoạt khí giới, rồi theo đường núi Kỳ Sơn, Hội Nguyên mà đi ra Bắc. Dọc đường bị tổng đốc An Tĩnh Tạ Quang Cự sai quân chặn bắt được và cả hai đều phải tội lăng trì.
Hai vụ khởi binh thiếu đồng bộ này, làm cho vua Minh Mạng khiến các địa phương là Thanh Hóa, Ninh Bình, Hà Nội, Sơn Tây phải "phòng triệt cho nghiêm".
Vì bị theo dõi nghiêm nhặt, nên mãi đến tháng 3 năm sau (Quý Tỵ [1833]), cuộc nổi dậy mới chính thức bùng nổ với trận đánh chiếm đồn Chi Nê (nay thuộc huyện Lạc Thủy, tỉnh Hòa Bình).
Nhờ Lê Duy Nhiên đi liên hệ từ trước nên cùng thời gian này, các lang đạo họ Đinh (Đinh Thế Giáp, Đinh Thế Đức, Đinh Công Trịnh,...) ở Thạch Bi (thuộc Hòa Bình) cùng Ba Nhàn-Tiền Bột ở Sơn Tây, mang khoảng 3000 quân đến hiệp lực, rồi chia nhau đi đánh phá các nơi. Sau đó, quân nổi dậy (đa phần là người Mường ở ba huyện là Lạc Hóa, Phụng Hóa, An Hóa cùng lưu dân nghèo đến từ vùng đồng bằng Bắc Bộ), đã chiếm giữ được ba châu huyện là Lạc Thổ, Phụng Hóa, Yên Hóa, và bao vây thành trấn Hưng Hóa.
Sách Quốc triều sử toát yếu chép:
Tháng 3 năm Quý Tỵ (1833), giặc trốn ở Ninh Bình là Lê Duy Lương cùng thổ ty xã Sơn Âm là anh em Quách Tất Công hiệp đảng khởi ngụy. Lương làm Minh chúa, tự xưng Đại Lê huyền tôn, tạo ấn ngụy, phong chức ngụy; đem dân thổ ba huyện là Lạc Thổ, Phụng Hóa, An Hóa làm quân, cùng những tù phạm trốn và dân đói ở các hạt gần đó theo nhiễu, quân nó đến vài ngàn; quan quân thường bị hại.
Việc tâu lên, vua Minh Mạng liền phái Tổng đốc An Tĩnh Tạ Quang Cự cùng Tham tán Hoàng Đăng Thận mang 2.000 biền binh, năm con voi đến Ninh Bình.
Nhà vua lại cử thêm các tướng là: hộ phủ Thanh Hóa Nguyễn Đăng Giai, lãnh binh Hưng Hóa Phạm Văn Điển, phó lãnh binh Nam Định Lương Văn Liễu, thủy sư Hà Nội Nguyễn Văn Quyền; tức tốc mang quân thủy bộ do mình coi quản tới hội tiễu, rồi cùng tiến đánh giải vây và chiếm lại các nơi trên. 
Trước lực lượng hùng mạnh này, quân nổi dậy chống giữ không nổi đành phải bỏ các nơi chiếm được, rút về Xích Thổ và Sơn Âm.
Để tận diệt, tháng 4 (âm lịch) năm 1833, vua Minh Mạng lại bổ thống chế Nguyễn Văn Trọng lãnh chức tổng trấn Thanh Hóa, phó đô ngự sử Hà Duy Phiên sung làm than tán quân vụ, dẫn thêm quân đến phối hợp, rồi chia ra làm nhiều mũi cùng kéo đến vây đánh Sơn Âm, nơi đặt đại bản doanh của quân nổi dậy.
Trong đạo dụ của nhà vua có đoạn chỉ thị các tướng như sau: 
...Đánh thẳng vào sào huyện Sơn Âm...Đốt hết của ăn của để và bắt hết dân làng ấy, cho giặc mất chỗ nương tựa...Bè đảng tộc thuộc của thủ nghịch phải giết hết, không được để sót một mống nào. Vợ con, của cải người Sơn Âm, theo như dụ trước, đều tịch thu hết để làm của thưởng...
Trước hàng vạn quân triều cùng voi và đại bác, các căn cứ chính của quân nổi dậy lần lượt bị phá vỡ. Sau nhiều ngày giáp chiến ác liệt, đến khoảng tháng 6 (âm lịch) cùng năm (1833) thì Lê Duy Lương và Lê Duy Nhiên đều bị tham tán Hoàng Đăng Thuận bắt sống.
Ngay sau đó, Lê Duy Lương và Lê Duy Nhiên đều bị đóng cũi đưa về Huế xử lăng trì.

### Giai đoạn 2 (1836-1838)
Mặc dù Lê Duy Lương không còn nữa, nhưng cuộc nổi dậy do ông làm "minh chủ" vẫn chưa chấm dứt. 
Khoảng ba năm sau (1836), các thủ lĩnh họ Quách, họ Đinh chạy thoát, lại suy tôn một người họ Lê khác tên là Lê Duy Hiển làm "minh chủ", lại liên kết với các lang đạo Mường ở Quan Hóa, Cẩm Thủy, Lang Chánh (vùng thượng du Thanh Hóa), để tiếp tục công cuộc đang dở dang.
Cuối năm đó, quân nổi dậy đánh chiếm được châu lỵ Quan Hóa là Hồi Xuân. Nhờ vậy, thế lực của quân nổi dậy nhanh chóng lan đến các vùng Lôi Dương, Thủy Nguyên, Nông Cống (Thanh Hóa), Quỳ Châu (Nghệ An) ở phía Nam, và Ninh Bình ở phía Bắc.
Hay tin, tháng 2 năm Đinh Dậu (1837), vua Minh Mạng phong tướng Tạ Quang Cự làm Ninh Bình kinh lược đại thần, phong tham tán Hà Duy Phiên làm phó, để cùng đem quân đến đàn áp.
Đang lúc ấy, Hà Công Kim và Đinh Kim Bảng chỉ huy một đạo quân nổi dậy đánh chiếm được châu Lang Chánh, giết chết viên tri châu là Hồ Tố Thiện.
Lập tức nhà vua điều động thêm hai tướng nữa, đó là đại thần Trương Đăng Quế làm kinh lược đại sứ Thanh Hóa, để hiệp với tổng đốc mới của An Tĩnh là Phạm Văn Điển cùng mang quân đi phối hợp.
Bị các đạo quân triều tấn công dữ dội và dồn dập ở khắp nơi, lực lượng nổi dậy phải lui dần. Ở mặt trận Ninh Bình, tướng Tạ Quang Cự phái lãnh binh Trần Hữu Lễ đem quân chặn đường núi Thạch Bi, rồi tự mình đốc quân tiến đánh Quỳnh Côi. Vì địa hình hiểm trở, quan quân trải bao khóc nhọc mới bắt được Quách Tất Công ở Thượng Lũng, rồi bị tướng Cự lôi ra chém chết.
Theo thông tin trong sách Đại cương lịch sử Việt Nam thì quân nổi dậy tiếp tục bị bao vây và truy đuổi, đến năm 1838, thì "minh chủ" Lê Duy Hiển cùng các tướng lĩnh nghĩa quân lần lượt bị bắt giải về Huế. Đến lúc đó, cuộc đấu tranh này mới chấm dứt hẳn .
Tuy nhiên theo Quốc triều sử toát yếu thì Lê Duy Hiển bị Tạ Quang Cự và Hà Duy Phiên bắt sống vào tháng 4 (âm lịch) năm Đinh Dậu (1837). Trong khoảng thời gian đó, các tướng lĩnh cũng lần lượt bị bắt hoặc bị giết chết. Đến tháng 5 (âm lịch) thì vua Minh Mạng đem việc đã dẹp yên đảng giặc trong hai tỉnh là Ninh Bình và Thanh Hóa thông dụ trong ngoài đều biết .

### Sau khi bị đánh dẹp
Vua Minh Mạng cho xóa sổ xã Sơn Âm, chia hết ruộng đất cho xã khác, đồng thời đày dân làng này ra ở các xã duyên hải của tỉnh Ninh Bình để quản thúc.
Vì có chuyện Lê Duy Lương dấy binh, cho nên nhà vua truyền bắt dòng dõi nhà Lê đem đày vào ở Quảng Nam, Quảng Ngãi, Bình Định. Cứ chia cho 15 người ở một huyện và phát cho 10 qua tiền và 2 mẫu ruộng để làm ăn.
Mãi đến Tự Đức năm thứ hai (1849), nhờ lời tâu của Thái bảo Tạ Quang Cự và Đại học sĩ Võ Xuân Cẩn, nhà vua chấp thuận cho sửa sang đền miếu nhà Lê, cấp tự điền và cử người coi sóc các nơi ấy. Con cháu nhà Lê đều được tùy tiện chọn nơi yên ở.
Và cũng vì chế độ lưu quan đã gây nhiều bất mãn và phiền toái, vào những năm trước khi thực dân Pháp xâm lược, vua Tự Đức cũng đã bỏ chế độ này.

## Lời bàn
Lời bàn chỉ để tham khảo:
- Phạm Văn Sơn:

Gia Long mặc dầu đã toàn thắng, nhưng chưa nắm được hết nhân tâm. Nhân dân và sĩ phu Bắc Hà vẫn còn có óc "hoài Lê". Khi vua Quang Trung ra Bắc, diệt Trịnh, đuổi Thanh được mau lẹ một phần cũng do sự ủng hộ của sĩ dân Bắc Hà bởi ngọn cờ chính nghĩa "phù Lê". Nhưng đến khi Gia Long bước lên ngai vàng thì sĩ dân Bắc Hà bắt đầu mất hết cảm tình, do đấy mầm loạn được nhen nhúm dần lên. Sau đó, là khi Minh Mạng mới cầm quyền được hai năm, những cuộc nổi dậy nhỏ ở những vùng quê đã nổi dậy như ong, rồi tiếp theo là các cuộc nổi dậy lớn...Những vụ có tính chất chính trị và cách mạng, tức nhằm mục đích lật đổ chế độ, dưới đời Minh Mạng là vụ Phan Bá Vành, Nông Văn Vân, Lê Văn Khôi và Lê Duy Lương .
- Nguyễn Phan Quang:

Lê Duy Lương là "minh chủ" đã giương cao ngọn cờ "phù Lê", có xu thế phát triển sau khi Lê Duy Hoán bị giết. Đây là cuộc đấu tranh rộng lớn của nhân dân (chủ yếu là các tộc người miền núi), nhằm chống lại đường lối cai trị hà khắc của vua Minh Mạng, thói nhũng nhiễu của các quan lại địa phương, tái lập lại triều đại nhà Lê mà theo họ là tốt hơn.
Vua Minh Mạng nói: "Ta cho giặc Vân (Nông Văn Vân) là loại giặc nhỏ, không ví được như (Lê Duy) Lương". Cách so sánh của nhà vua không hẳn đã thỏa đáng, nhưng cũng chứng tỏ triều đình nhà Nguyễn đã nhìn thấy tầm quan trọng của cuộc nổi dậy này. Và đúng như vua Minh Mạng đã phát hiện, tuy trên danh nghĩa, cuộc nổi dậy do con cháu nhà Lê, nhưng về thực chất thì lại là của các lang đạo họ Quách (Quách Tất Công đứng đầu) và họ Đinh, vì địa vị và quyền lợi của họ không còn được như trước (tức dưới triều nhà Lê).
- Trương Hữu Quýnh (chủ biên):

Mặc dù có những hành động liên kết với cuộc nổi dậy của Ba Nhàn và Tiền Bột, nhưng giống như các cuộc nổi dậy khác ở thời kỳ này, cuộc nổi dậy của Lê Duy Lương vẫn mang đậm tính chất địa phương. Triều đình nhà Nguyễn buổi ấy, vẫn nắm trong tay một lực lượng quân sự lớn, đã lợi dụng những sai lầm, sơ hở của cuộc nổi dậy để đàn áp và tận diệt.
Đây là một trong số ít cuộc nổi dậy "có thanh thế to mà quan quân phải đánh dẹp khó nhọc" (Trần Trọng Kim), đã góp phần làm rệu rã nền thống trị của nhà Nguyễn, làm xã hội Việt Nam lúc bấy giờ ngày thêm rối ren, phức tạp và đầy rẫy khó khăn .

## Sách tham khảo
- Quốc sử quán triều Nguyễn, Quốc triều sử toát yếu. Nhà xuất bản Văn Học, 2002.
- Quốc sử quán triều Nguyễn, Đại Nam chính biên liệt truyện. Nhà xuất bản Văn Học, 2004.
- Trần Trọng Kim, Việt Nam sử lược (quyển 2). Trung tâm Học Liệu xuất bản, Sài Gòn, 1971.
- Phạm Văn Sơn, Việt sử tân biên (quyển 4). Tủ sách sử học Việt Nam xuất bản, Sài Gòn, 1961.
- Trương Hữu Quýnh (chủ biên)-Phan Đại Doãn-Nguyễn Cảnh Minh, Đại cương lịch sử Việt Nam (tập 1). Nhà xuất bản giáo dục, 2007.
- Nguyễn Phan Quang, Việt Nam thế kỷ 19 (1802-1884). Nhà xuất bản Thành phố Hồ Chí Minh, 2002.